# 小森俊明
小森 俊明（こもり としあき）は、日本の作曲家、編曲家、ピアニスト。

## 来歴
神奈川県横浜市出身。幼少時よりスズキメソードにてピアノを学ぶ。10歳の時にオーケストラと共演。
東京藝術大学作曲科を経て同大学院作曲専攻修了。
2010年に個展（トーキョーワンダーサイト主催）を開催。
2011年に「ヒバリ　震災義援音楽配信プロジェクト」にて世界100人の作曲家の一人として現代音楽ユニットmmm...（Fl.間部令子、Vn.三瀬俊吾、Pf.大須賀かおり）に楽曲を提供し、ネット配信される。
2013年3月まで桐朋学園大学非常勤講師を務める。
2015年に永井清治、河合孝治とフリー・インプロヴィゼーション・ユニット「空観無為」を結成。のちに織田理史が加わる。2016年にアースアーティストの池田一と「空観無為」メンバーとしてコラボレーションを初めて行う。
2017年にニュージーランドのデュオIsomura Brothers（Vn.Shauno Isomura,Pf.Kent Isomura）による震災チャリティー公演“Tsunami Violin concert tour”に委嘱されて楽曲を提供。
2018年にSocial Arts Projectを結成し、原爆の図丸木美術館にて旗揚げ公演を行う。
2019年にレクチャー付きピアノリサイタルを開催。詩人の野村喜和夫と対談ならびにコラボレーションを行う。
2022年に舞踏家の三浦一壮とコラボレーションを行う。
2023年に池田一と共著執筆（『池田一地球環境アートシリーズNO.1：日本のアート文化の＜今＞を撃つ! 』）。
2024年にダンサーの深谷正子、松永茂子、舞踏家の大倉摩矢子とそれぞれコラボレーションを行う。池田一と対談。個展（History to Art主催）を開催。

## 主な活動
活動分野：現代音楽、クラシック、異分野のアーティストとのコラボレーション、フリージャズ、フリー・インプロヴィゼーション、合唱の分野で活動。
活動内容：作曲／編曲／ダンス、舞踏、演劇、映像、文学、パフォーマンスアート、フラワーアート、茶道等、音楽以外の分野のアーティストとのコラボレーション／映画、舞台作品等への楽曲提供／ ピアノ、キーボード、鍵盤ハーモニカ、クラリネットの演奏（即興演奏および自作自演を含む）／作曲、和声、対位法、楽曲分析、ピアノ、ソルフェージュ等の音楽指導／芸術分野全般での執筆／講演／英文翻訳

## 受賞歴
オーケストラ曲、室内楽曲、ピアノ曲、歌曲、サウンドパフォーマンスの各分野において、日本交響楽振興財団作曲賞、東京国際室内楽作曲コンクール、AACサウンドパフォーマンス道場（愛知芸術文化センター）、EXPERIMENTAL SOUND, ART & PERFORMANCE FESTIVAL（トーキョーワンダーサイト）、東京国際歌曲作曲コンクール等に入賞、入選。ピアノのオーディションの入選歴もある。

## 師事した人物
- 作曲・音楽理論：國越健司、松下功、野田暉行、小鍛冶邦隆
- ピアノ：三谷亜佐美、阪倉良百、市田儀一郎、遠藤恵眞子、岡野壽子

## 出版楽譜
- 夜の瞬間（日本作曲家協議会）
- ル・コルビュジェの為の休息（日本作曲家協議会）
- コンポジション（日本作曲家協議会）
- ピアノ三重奏曲「希望の時代」（日本作曲家協議会）
- 闇の中へ（イレーヌ）
- 古典的断章（イレーヌ）
- 凍れる衝動（マザーアース）
- この澄みきった青空／砂丘に水流を見つける（マザーアース）
- 哀歌ー東日本大震災に寄せてー（Pf版）（マザーアース）
- 哀歌ー東日本大震災に寄せてー（Vn,Pf版）（マザーアース)
- 『舞曲でソルフェージュ（ピアノ伴奏付）』（共著）（音楽之友社）
- 『こどもたちへメッセージ2020 スポーツ編1』（共著）（カワイ出版）
- 『こどもたちへメッセージ2022 1』（共著）（カワイ出版）
- 『こどもたちへメッセージ2023 外あそび編1』（共著）（カワイ出版）
- 『こどもたちへメッセージ2024 楽器編2」（共著）（カワイ出版）

## ディスコグラフィー
CD
- 彩―ピアノ音楽の現代―（JILA-1436）
- 日本の作曲家2012（EBCD 0337）
- Empty Action（CPKW-102）
- 池田一／空観無為　水奏楽団＠東京（CPKW-106）
- EARTH ART SOUND 2017／2020 池田一×空観無為（CPKW-107）
- アース・アート・サウンド　水曼荼羅（TPAF-110）
- Toward the Depths（Jigen026）

DVD
- Earth Art Drive Ichi Ikeda＋Empty Action（TPAF）

## 著書
- 『アート・クロッシング創刊号　特集：池田一と水たちよ！』（共著）（発行：TPAF）
- 『アート・クロッシング創刊号　特集：池田一と水たちよ！（増補プレミアム版）』（共著）（発行：TPAF）
- 『アート・クロッシング第2号　特集：豊住芳三郎』（共著）（編集発行：Chap Chap Records　発売：TPAF）
- 『フリージャズ&フリーミュージック1981～2000：開かれた音楽のアンソロジー』（共著）（編集：Chap Chap Records 末富健夫、河合孝治　発売：TPAF）
- 『アート・クロッシング第3号　特集：高木元輝“フリージャズサックスのパイオニア”』（共著）（編集発行：Chap CHap Records 末富健夫、河合孝治　発行：TPAF）
- 『現代音楽とメディア・アートの空観無為』（共著）（発行：TPAF）
- 『池田一地球環境アートシリーズNO.1：日本のアート文化の＜今＞を撃つ! 』（共著）（発行：TPAF）